# Sárgaoldalú virágjáró
A sárgaoldalú virágjáró (Dicaeum aureolimbatum) a madarak osztályának verébalakúak (Passeriformes) rendjébe és a virágjárófélék (Dicaeidae) családjába tartozó faj.

## Rendszerezése
A fajt Alfred Russel Wallace brit természettudós írta le 1865-ben, a Prionochilus nembe Prionochilus aureolimbatus néven.

## Alfajai
- Dicaeum aureolimbatum aureolimbatum (Wallace, 1865)
- Dicaeum aureolimbatum laterale Salomonsen, 1960[2]

## Előfordulása
Az Indonéziához tartozó Celebesz szigetén honos. Természetes élőhelyei a szubtrópusi és trópusi síkvidéki esőerdők és cserjések, valamint ültetvények, vidéki kertek és városi régiók. Állandó, nem vonuló faj.

## Megjelenése
Testhossza 8 centiméter.
|  |

## Életmódja
Pókokkal, rovarokkal és gyümölcsökkel táplálkozik.

## Természetvédelmi helyzete
Az elterjedési területe nagyon nagy, egyedszáma pedig stabil. A Természetvédelmi Világszövetség Vörös listáján nem fenyegetett fajként szerepel.